# 星前核心
星前核心是新恆星誕生的场所，是低質量恆星形成的一個早期階段，在由引力坍縮產生一個中心原恆星之前。星前核心的空間分布顯示了它們的形成歷史和它們對創造它們的物理控制的敏感性。
我們銀河系的恆星多數都在巨大的分子雲內形成星團和星群。這些分子雲是動盪不安的，顯示超音速線寬和複雜的磁場在雲中發揮至關重要的作用。星前核心在分子雲內的性質幫助了解大尺度的恆星形成過程。